# Nikolaus (helgon)
Nikolaus av Myra eller Nikolaus undergöraren (grekiska: Νικολαος, latin: Nicolaus Myrensis eller Nicolaus de Myris), född cirka 270 i Patara (senare Arsinoe) i Lykien i dagens Turkiet, död 6 december 343 i Myra, Lykien, var en grekisk ärkebiskop av Myra i dåtida Romerska riket. Han vördas som helgon i romersk-katolska kyrkan, östortodoxa och orientaliskt ortodoxa kyrkorna, med festdag 6 december. På 1700-talet började man i Nederländerna förvandla honom till sagofiguren "Sinterklaas", som delade ut presenter till barnen vid jul, och den figuren importerades senare till USA och började där kallas Santa Claus i början av 1800-talet.

## Biografi
Många av de uppgifter som finns om Nikolaus liv går inte att helt värdera historiskt, utan intar stundom något legendarisk karaktär, fastän hans existens anses styrkt. Han föddes i Lykien till kristna föräldrar. Legenden berättar att han som spädbarn avstod från att bli ammad av sin mor på onsdagar och fredagar, och att han föddes med en helgonlik personlighet som präglades av en vilja till avskildhet och tystnad.
Efter att han blivit prästvigd av sin släkting for han till Jerusalem för att där bli eremit, men återvände så småningom till sin hemstad där han blev ärkebiskop. Detta var strax före de svåra förföljelserna utbröt mot kristna, under kejsarna Diocletianus och Maximianus, och Nikolaus själv fick erfara de svåra tiderna genom att en tid sitta i fängelse. Först när Konstantin den store kom till makten frigavs han.
Nikolaus närvarade vid första konciliet i Nicaea, och deltog i tidens strider mot arianismen; det berättas att han där slog Arius på käften, och att det kanoniska straffet han därmed skulle åläggas blev avskrivet genom mirakulöst ingripande från jungfru Maria.
Framför allt blev Nikolaus känd för sin givmildhet, och för att han vinnlade sig om att inte framhålla att han själv var givaren. När hans föräldrar dog skänkte han bort hela sitt arv till de fattiga, och han räddade tre döttrar till en skuldsatt man från att prostitueras genom att i tre nätter i rad kasta in en väska med guld till dem. Den senare berättelsen ligger till grund för dagens Sinterklaas, Santa Claus och jultomten.
Nikolaus är också omtalad för att ha utfört mirakler under sin livstid. Mest omtalat är att han med sina böner sades hjälpa ett skepp i en storm. Det sades också att han under sin levnad kunde befinna sig på flera ställen samtidigt.
Efter sin död begravdes han först i Myra, men hans reliker fördes vid saracenernas maktövertagande till Bari i Italien. Troende menar att en helig olja kommer från dessa reliker; denna kallas Manna di San Nicola och sägs ha undergörande krafter. Hans kult var till en början koncentrerad till Grekland, men spreds till övriga Europa, bland annat genom att grekiska prinsessor gifte in sig i nordeuropeiska kungahus. Han är Greklands, Serbiens, Nordmakedoniens och Rysslands skyddshelgon.